# Próba skrobiowa
Próba skrobiowa – próba ta wykorzystuje fakt, że u człowieka zdrowego wzrost glikemii po spożyciu skrobi nie jest znacznie mniejszy niż po spożyciu takiej samej ilości glukozy. W warunkach standardowych podaje się odpowiednio 100 gramów skrobi i tyle samo glukozy – jeżeli wzrost glikemii po podaniu glukozy jest o 100% (lub więcej) większy od wzrostu po podaniu skrobi, pozwala to podejrzewać zaburzenie czynności trzustki. Próba skrobiowa jest obciążona ryzykiem wyniku fałszywie ujemnego: nawet prawidłowy stosunek obu wielkości nie wyklucza choroby.